# Ir-Rabat (Gozo)
Pour les articles homonymes, voir Rabat (homonymie).
Ne doit pas être confondu avec Rabat (Malte) ou Rabat.
Ir-Rabat, connue aussi plus simplement comme Rabat est la « capitale » de l'île de Gozo à Malte. Appelée communément Città Victoria pour ne pas être confondue avec la ville de Rabat sur Malte. Ce nom lui a été donné en 1887 par le gouvernement britannique en hommage à la reine Victoria.
La population totale de la ville est de 6 911 habitants.

## Origine

### Toponymie
Le nom dérive de l'arabe ribāṭ qui désignait une forteresse (cf. ribat).

## Paroisse

### Église
- Basilique Saint-Georges construite au XVIIe siècle en marbre.
- Cathédrale Notre-Dame-de-l'Assomption construite fin XVIIe siècle-début XVIIIe siècle.

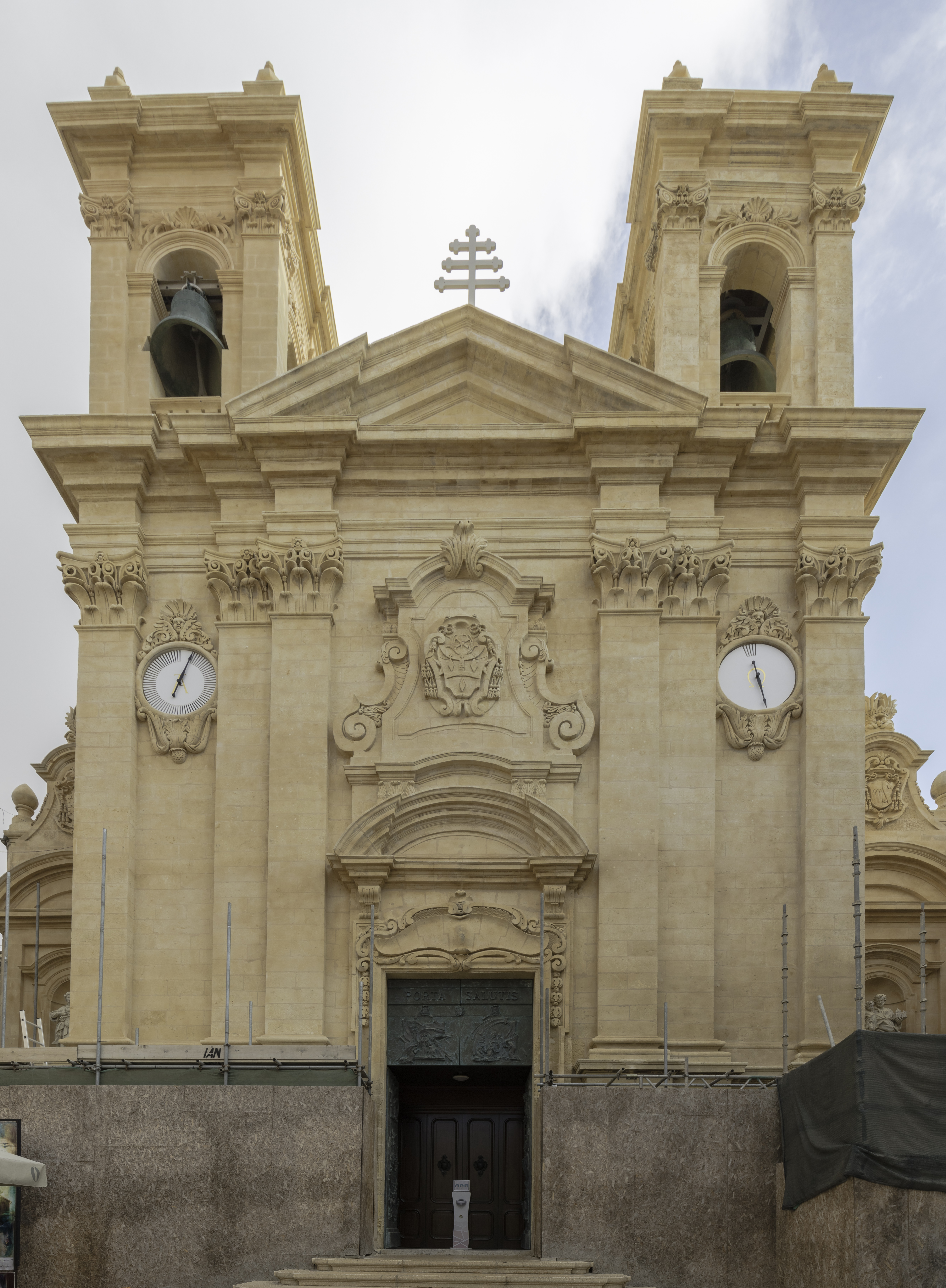
Basilique Saint-Georges
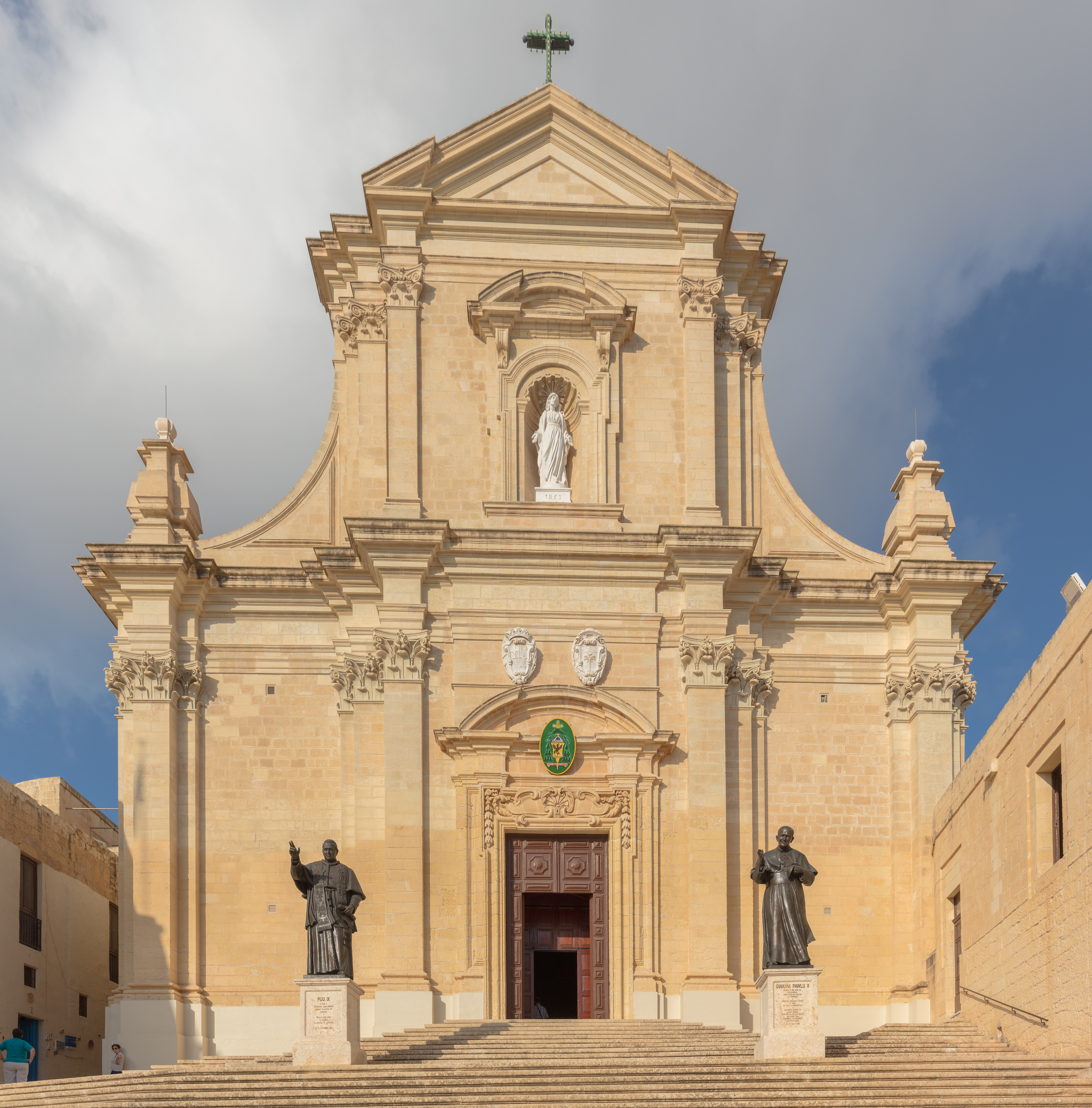
Cathédrale Notre-Dame-de-l'Assomption

## Histoire

### Citadelle
Au cœur de Victoria se trouve la Cittadella (Citadelle), anciennement connue sous le nom de il Castello, qui est le centre d'activité de l'île depuis peut-être le néolithique, mais dont on sait qu'elle a été fortifiée pour la première fois à l'âge du bronze c. 1500 av. J.-C. Elle a ensuite été développée par les Phéniciens et a continué à devenir une Acropole complexe à l'époque romaine.
Le côté nord de la Citadelle remonte à la période de domination aragonaise. Le flanc sud, surplombant Victoria, a été reconstruit sous les chevaliers de Saint-Jean, notamment entre 1599 et 1603, après l'invasion de la ville par les Ottomans en 1551. Les massifs murs défensifs en pierre des fortifications s'élèvent au-dessus de la ville et ont été construits par les Des chevaliers pour protéger les communautés villageoises des corsaires en quête de nourriture qui tentaient de prendre des esclaves et des menaces d'invasion des forces musulmanes combattant la chrétienté.
Dans ses murs se trouve une belle cathédrale baroque du XVIIe siècle conçue par Lorenzo Gafà, l'architecte maltais qui a également construit la cathédrale de Mdina. On dit qu’il se trouve à l’emplacement où se trouvait autrefois un temple romain dédié à Junon. Il est surtout célèbre pour la remarquable peinture en trompe-l'œil sur son plafond, qui représente l'intérieur d'un dôme qui n'a jamais été construit. La cathédrale est construite sur l'un des sites religieux les plus anciens de Gozo, sinon le plus ancien, avec des traces d'une sorte de temple dédié à une déesse ou à une figure féminine bien avant les Romains.

La cathédrale abrite également une belle statue de l'Assomption de Marie, offerte à la cathédrale par la Société Philharmonique de Leone (1863). La statue a été achetée à l'origine par le groupe de Rome à la Fabbrica di Statue Religiose de Francesco Rosa en 1897, lorsque le groupe a eu son premier désaccord avec son premier « groupe-fille », la Société Philharmonique La Stella (1880) et le Groupe Leone. a pris le contrôle de la fête de l'Assomption de Marie et le groupe La Stella a pris le contrôle de la fête de Saint-Georges. La statue fut ensuite offerte à la Cathédrale le 29 avril 1956 après de nombreux autres désaccords entre les bandes.

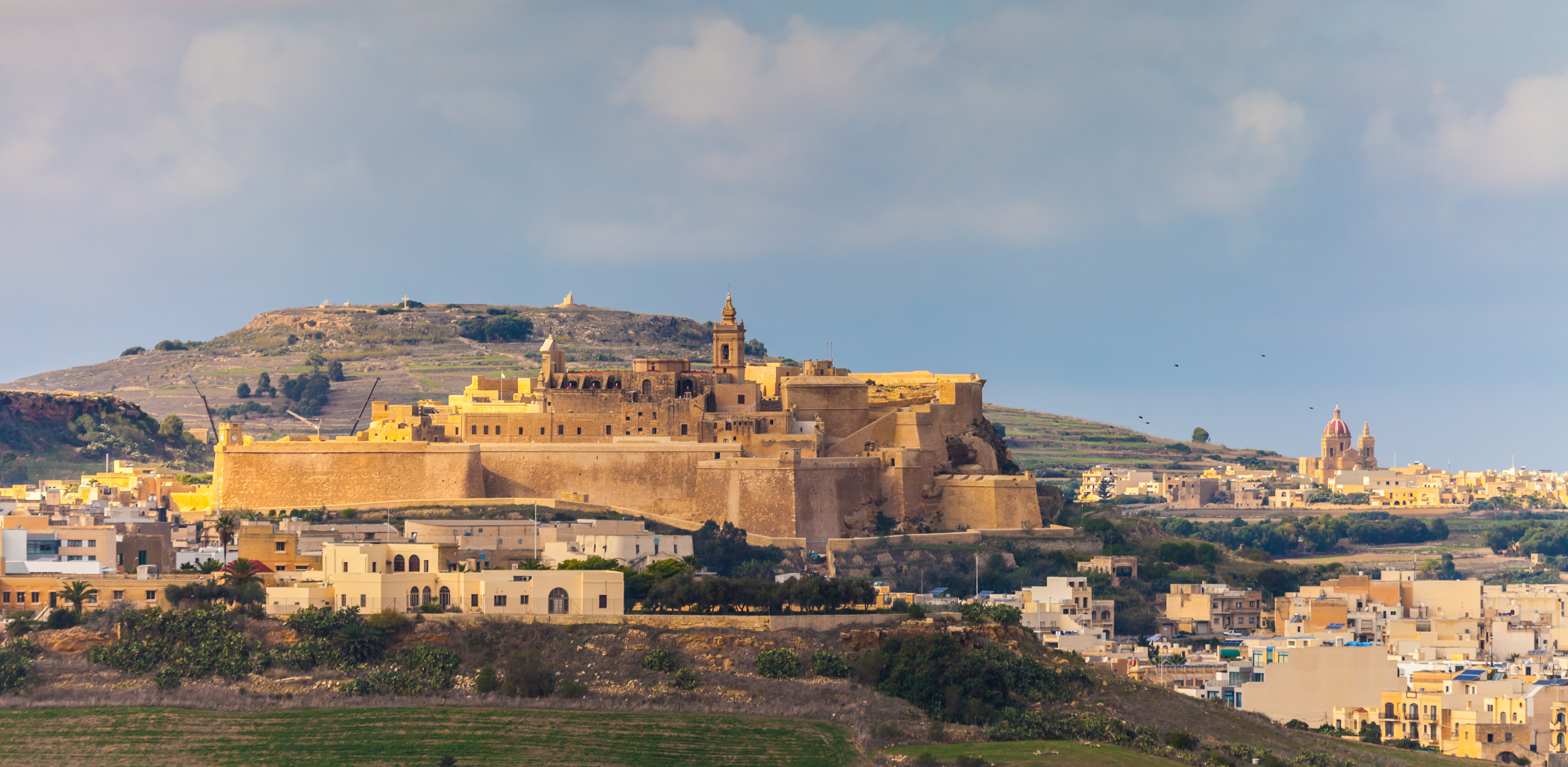
La Citadelle
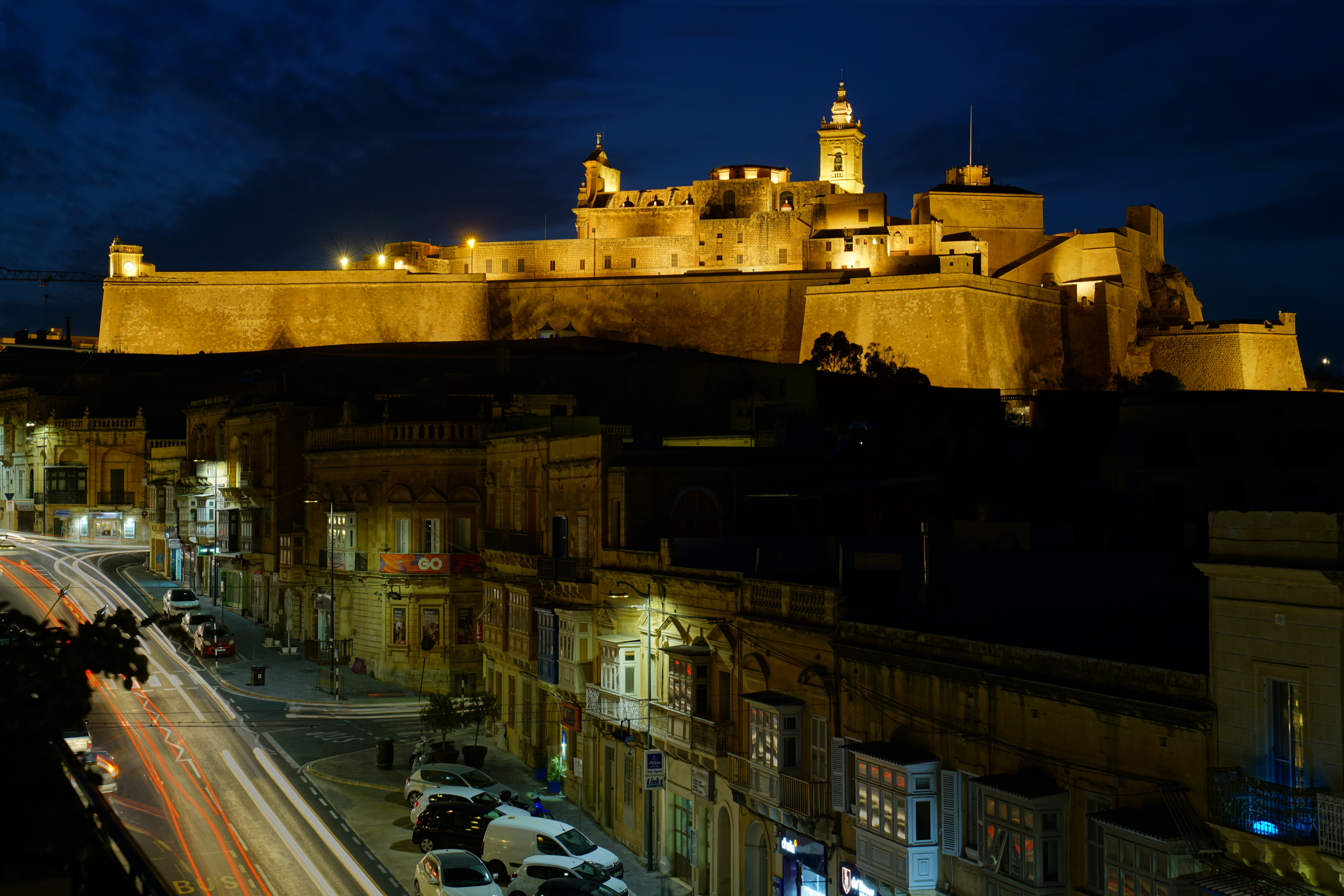
La Citadelle vue de nuit
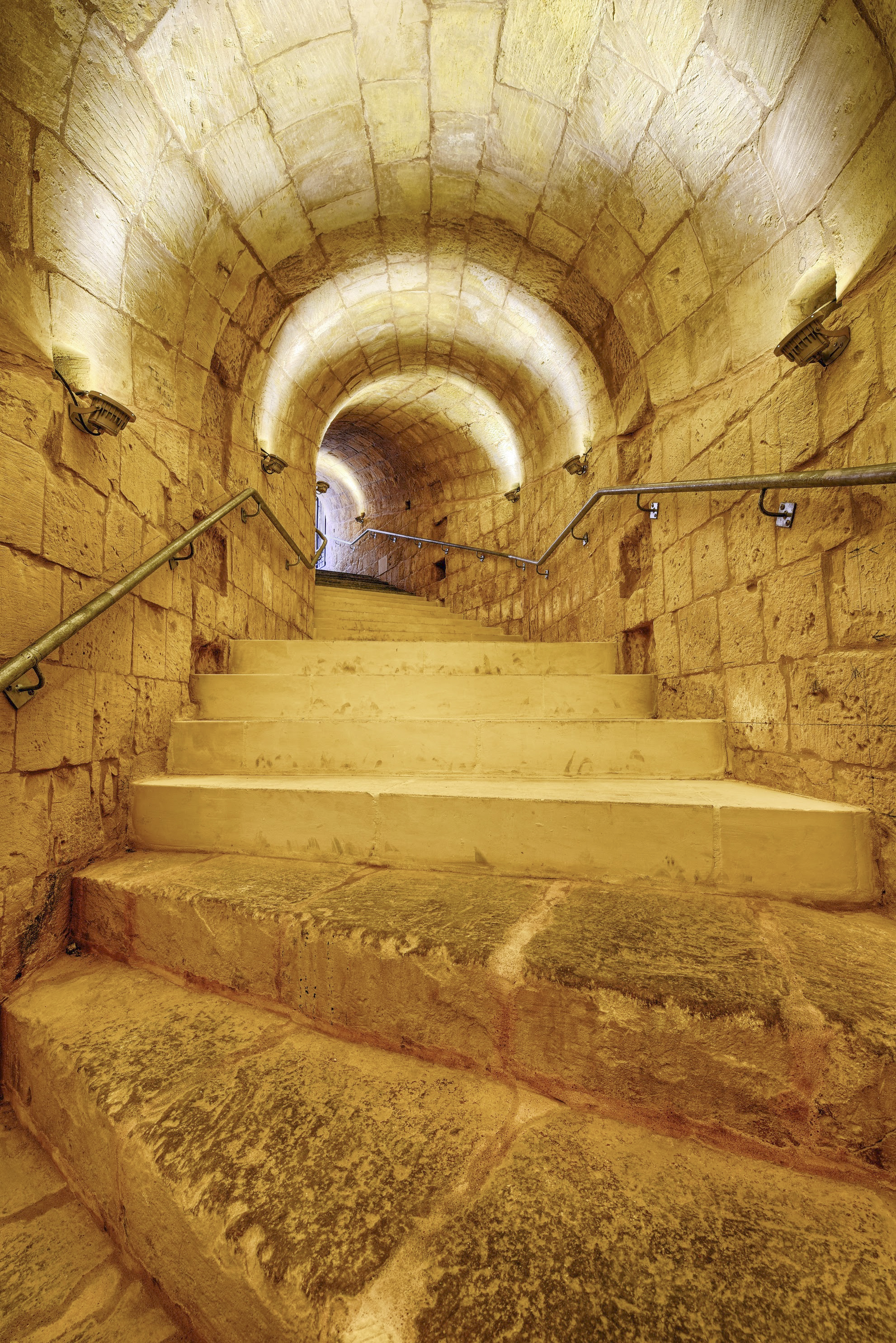
Escalier secondaire, menant au fossé restauré
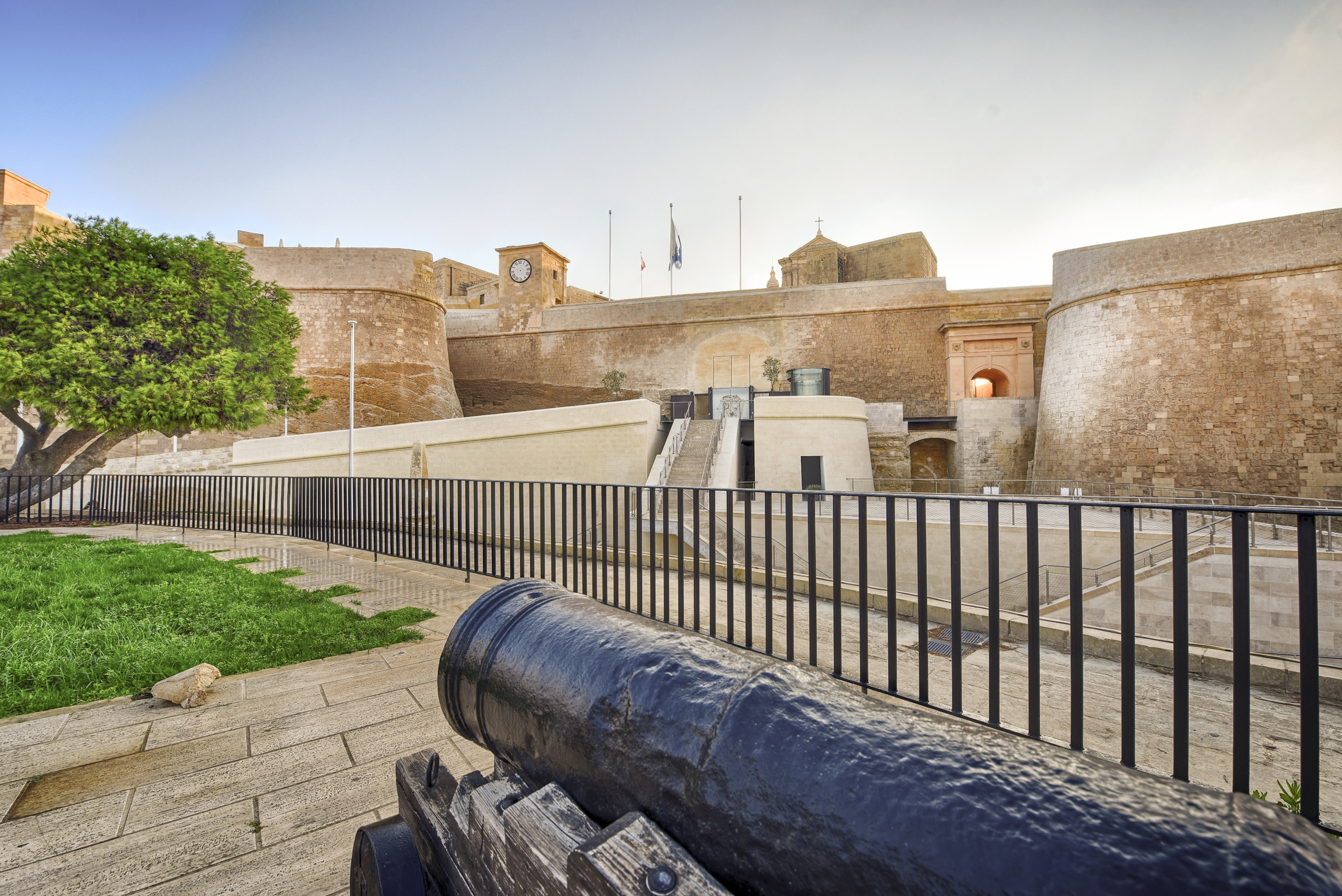
Le bastion de la Citadelle

## Géographie
| Għasri  |                     | Iż-Żebbuġ |
| Kerċem  | Ir-Rabat (Vicotira) | Xagħra    |
| Fontana |                     | Xewkija   |

## Patrimoine et culture

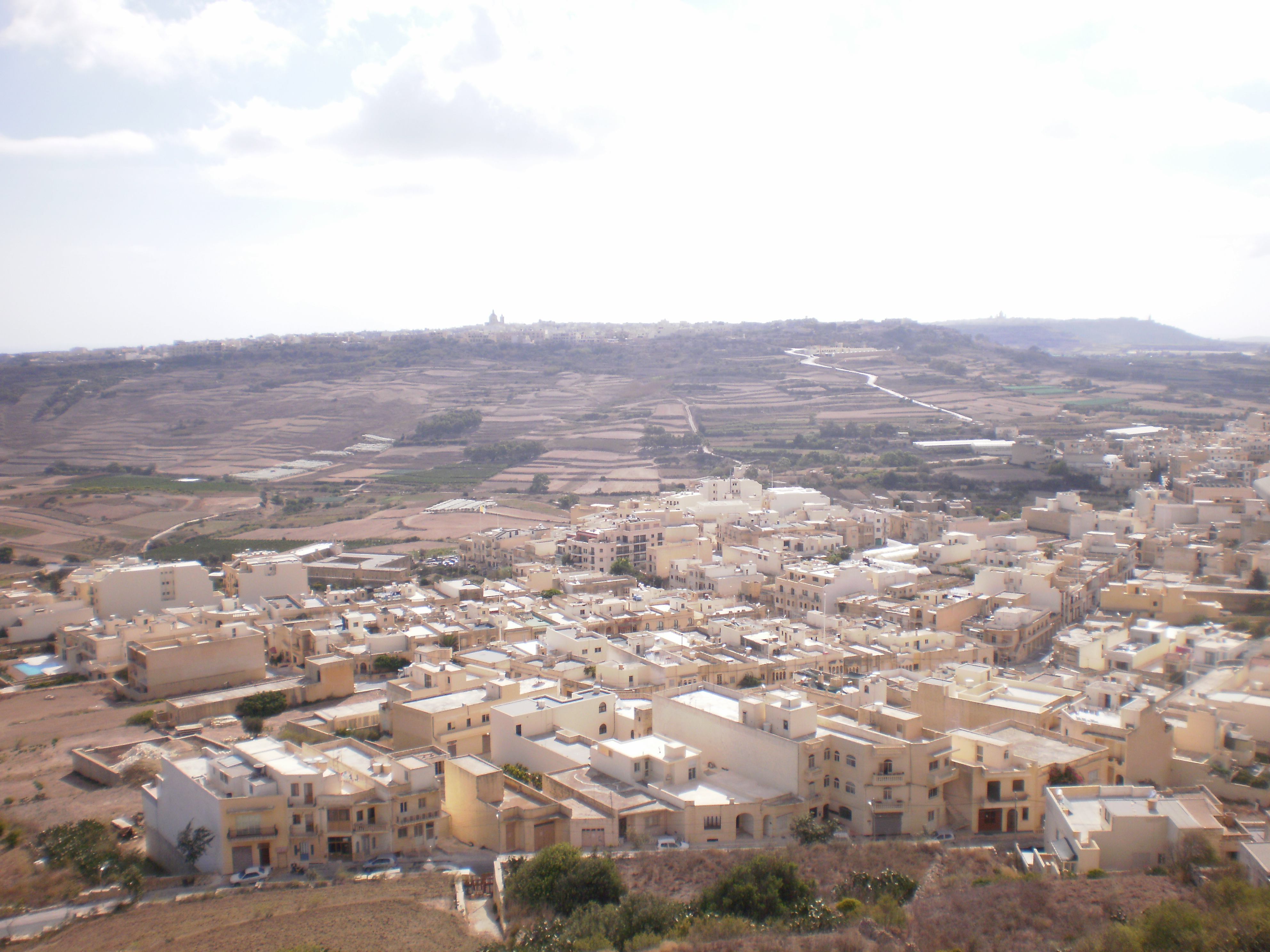
Vue de la citadelle
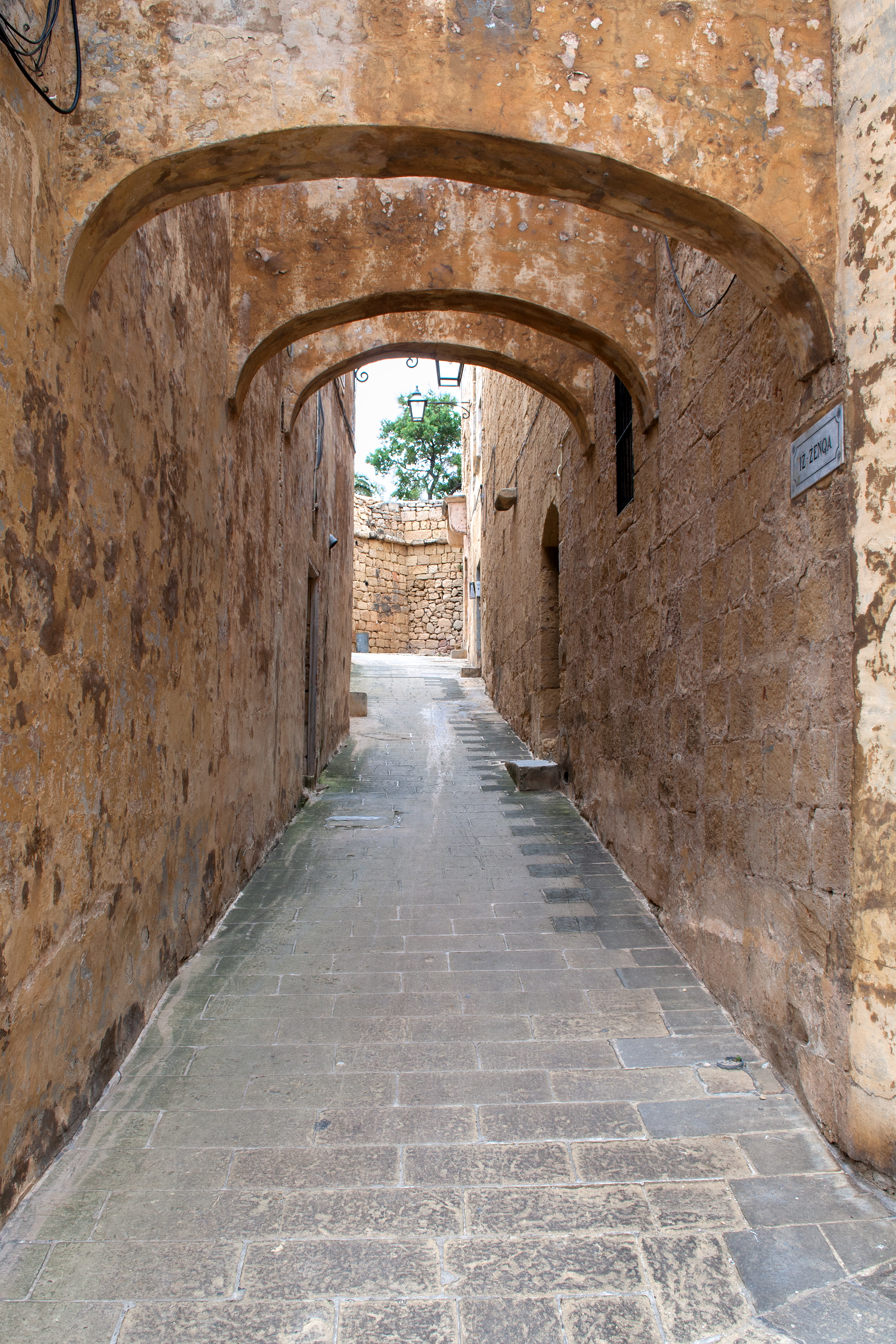
Ruelle
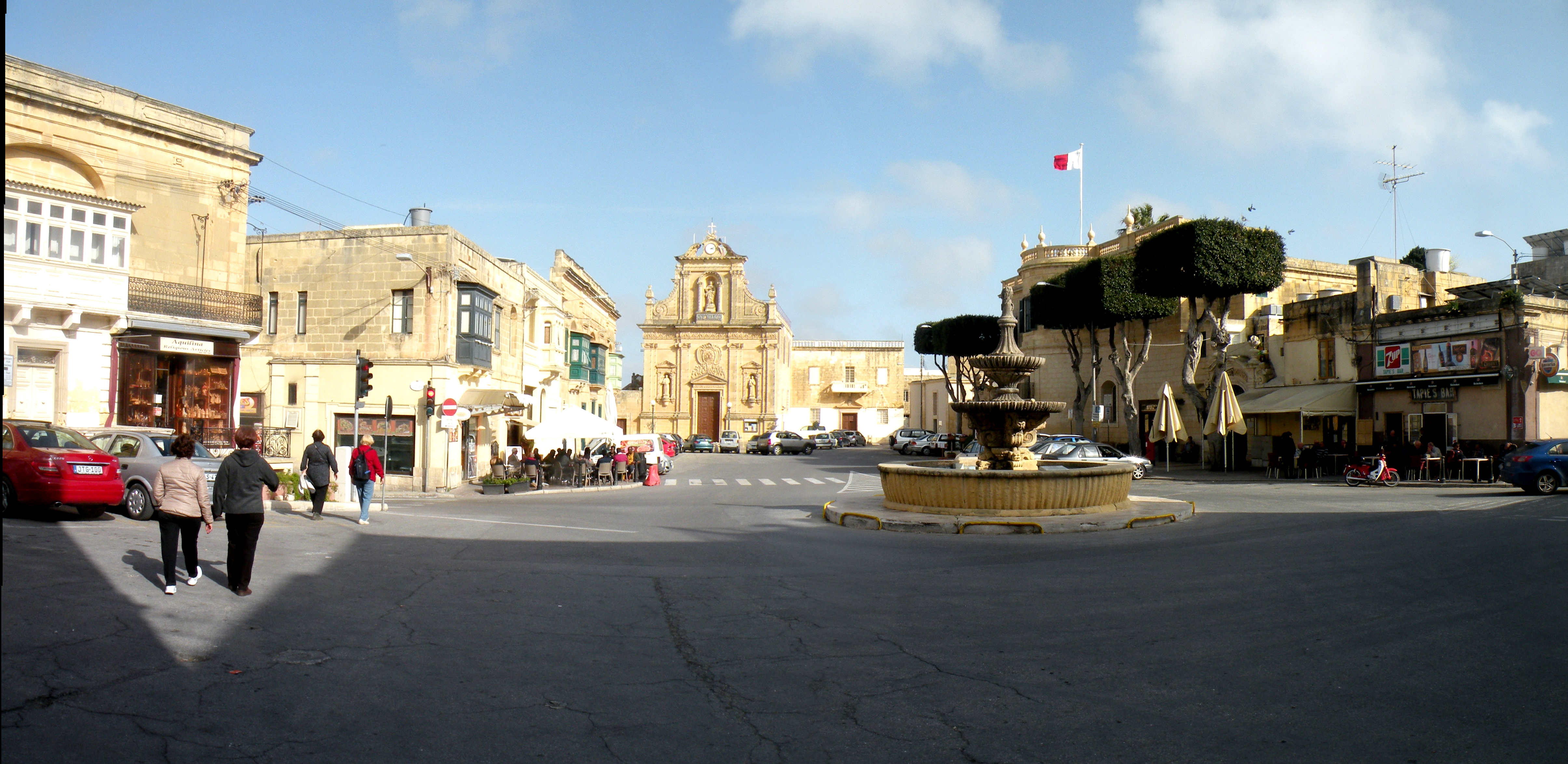
Place principale

### Musées
- Musée d'archéologie[1]
- Musée de la Nature (anciennement Musée des Sciences Naturelles)[2]
- Anciennes prisons[3]
- Musée de la Cathédrale Notre-Dame-de-l'Assomption
- Musée du Folklore, dans un groupe de maisons médiévales[4]

### Bâtiments
- Citadelle

### Personnes notables
- Ninu Cremona (1880-1972), écrivain maltais, né et décédé à Rabat.
- Ceusu Tabone (1913-2012), ancien président maltais, né à Rabat.
- Joseph Mercieca (1928-2016), ancien évêque maltais, né à Rabat.
- Myriam Spiteri Debono (1952-), présidente de Malte, née à Rabat.
- Giovanna Debono (1956-), femme politique maltaise, née à Rabat.
- Alfred Xuereb, archevêque.
- Alfred Xuereb (1958-), archevêque maltais, né à Rabat.

## Jumelages
La ville de Rabat (Victoria) est jumelée avec les villes de :
 Nichelino, Italie